# Prva Liga 2018
La Prva Liga 2018 è la 14ª edizione del campionato di football americano di primo livello, organizzato dalla SAAF.
I Novi Sad Dukes il 15 gennaio 2018 hanno annunciato che non prenderanno parte alla stagione 2018 del campionato serbo, mentre i Pančevo Panthers si sono autoretrocessi in Treća Liga.

## Squadre partecipanti
| Club                   | Città             | Stadio | Sponsor ufficiale | Risultato nella stagione 2017 |
| ---------------------- | ----------------- | ------ | ----------------- | ----------------------------- |
| Belgrade Blue Dragons  | Belgrado          |        |                   |                               |
| Beograd Vukovi         | Belgrado          |        |                   |                               |
| Bor Golden Bears       | Bor               |        |                   |                               |
| Inđija Indians         | Inđija            |        |                   |                               |
| Jagodina Black Hornets | Jagodina          |        |                   |                               |
| Kikinda Mammoths       | Kikinda           |        |                   |                               |
| Kragujevac Wild Boars  | Kragujevac        |        |                   |                               |
| Sirmium Legionaries    | Sremska Mitrovica |        |                   |                               |

## Stagione regolare

### Calendario

#### 1ª giornata
La giornata è stata interamente rinviata.

#### 2ª giornata
| 1º aprile 2018, ore 11:00 | Kragujevac Wild Boars | 38 – 21 | Beograd Vukovi |  |

| 1º aprile 2018, ore 12:00 | Jagodina Black Hornets | 20 – 0 | Belgrade Blue Dragons |  |

| 1º aprile 2018, ore 15:00 | Bor Golden Bears | 12 – 14 | Sirmium Legionaries |  |

#### Recuperi 1
| 15 aprile 2018, ore 15:00 | Kikinda Mammoths | 6 – 40 | Inđija Indians |  |

#### 3ª giornata
| 21 aprile 2018, ore 13:00 | Belgrade Blue Dragons | 30 – 22 | Kikinda Mammoths |  |

| 21 aprile 2018, ore 17:00 | Beograd Vukovi | 46 – 0 | Bor Golden Bears |  |

| 22 aprile 2018, ore 13:00 | Sirmium Legionaries | 15 – 28 | Jagodina Black Hornets |  |

| 22 aprile 2018, ore 14:30 | Inđija Indians | 21 – 30 | Kragujevac Wild Boars |  |

#### Recuperi 2
| 1º maggio 2018, ore 15:00 | Beograd Vukovi | 49 – 6 | Kikinda Mammoths |  |

#### 4ª giornata
| 5 maggio 2018, ore 16:00 | Kikinda Mammoths | 26 – 14 | Sirmium Legionaries |  |

| 5 maggio 2018, ore 16:00 | Kragujevac Wild Boars | 50 – 28 | Belgrade Blue Dragons |  |

| 5 maggio 2018, ore 16:30 | Beograd Vukovi | 35 – 21 | Inđija Indians |  |

#### Recuperi e anticipi
| 12 maggio 2018, ore 17:00 | Jagodina Black Hornets | 46 – 15 | Bor Golden Bears |  |

| 13 maggio 2018, ore 13:00 | Sirmium Legionaries | 13 – 35 | Kragujevac Wild Boars |  |

#### 5ª giornata
| 19 maggio 2018, ore 17:00 | Jagodina Black Hornets | 57 – 0 | Kikinda Mammoths |  |

| 20 maggio 2018, ore 12:00 | Belgrade Blue Dragons | 16 – 39 | Beograd Vukovi |  |

| 20 maggio 2018, ore 16:00 | Inđija Indians | 45 – 0 | Bor Golden Bears |  |

#### 6ª giornata
| 26 maggio 2018, ore 12:00 | Beograd Vukovi | 35 – 0 (a tavolino) | Sirmium Legionaries |  |

| 27 maggio 2018, ore 13:00 | Kragujevac Wild Boars | 67 – 27 | Jagodina Black Hornets |  |

| 27 maggio 2018, ore 14:00 | Bor Golden Bears | 29 – 26 | Kikinda Mammoths |  |

| 27 maggio 2018, ore 17:00 | Inđija Indians | 28 – 0 | Belgrade Blue Dragons |  |

#### Recuperi 4
| 2 giugno 2018, ore 17:00 | Inđija Indians | 38 – 6 | Jagodina Black Hornets |  |

#### 7ª giornata
| 9 giugno 2018, ore 17:00 | Sirmium Legionaries | 0 – 44 | Inđija Indians |  |

| 10 giugno 2018, ore 13:00 | Belgrade Blue Dragons | 47 – 8 | Bor Golden Bears |  |

| Kikinda 10 giugno 2018, ore 17:00 | Kikinda Mammoths | 0 – 55 (0-21 0-20 0-14 0-0) referto | Kragujevac Wild Boars | Stadion FK ŽAK |
| Marcatori Stepović Q1 ( TD ) 37yd pass from Oliver Almaši Q1 ( pat ) Quezada Q1 ( TD ) 18yd run Almaši Q1 ( pat ) Almaši Q1 ( TD ) 6yd pass from Oliver Almaši Q1 ( pat ) Todorović Q2 ( TD ) 4yd pass from Oliver Stevanović Q2 ( TD ) 33yd pass from Oliver Almaši Q2 ( pat ) Radenović Q2 ( TD ) 34yd pass from Oliver Almaši Q2 ( pat ) da Cruz Q3 ( TD ) 31yd pass from Petrović Almaši Q3 ( pat ) Dimitrijević Q3 ( TD ) 39yd fumble return Almaši Q3 ( pat ) |                  | |                       |                |
| |                  | |                       |                |
| | Marcatori        | Stepović Q1 (TD) 37yd pass from Oliver Almaši Q1 (pat) Quezada Q1 (TD) 18yd run Almaši Q1 (pat) Almaši Q1 (TD) 6yd pass from Oliver Almaši Q1 (pat) Todorović Q2 (TD) 4yd pass from Oliver Stevanović Q2 (TD) 33yd pass from Oliver Almaši Q2 (pat) Radenović Q2 (TD) 34yd pass from Oliver Almaši Q2 (pat) da Cruz Q3 (TD) 31yd pass from Petrović Almaši Q3 (pat) Dimitrijević Q3 (TD) 39yd fumble return Almaši Q3 (pat) |                       |                |

#### Recuperi 5
| Ribare 16 giugno 2018, ore 17:00 | Jagodina Black Hornets | 44 – 58 (14-7 14-15 8-22 8-14) referto | Beograd Vukovi | FK Morava |

| Jajinci 17 giugno 2018, ore 13:00 | Belgrade Blue Dragons | 37 – 7 (6-0 6-0 12-7 13-0) referto | Sirmium Legionaries | FK Heroj |

| Kragujevac 17 giugno 2018, ore 17:00 | Kragujevac Wild Boars | 35 – 0 (a tavolino) referto | Bor Golden Bears | Stadion Čika Dača |

### Classifica
La classifica della regular season è la seguente:
- PCT = percentuale di vittorie, G = partite giocate, V = partite vinte,  P = partite perse, PF = punti fatti, PS = punti subiti

| Pos. | Squadra                | PCT   | G | V | N | P | PF  | PS  |
| ---- | ---------------------- | ----- | - | - | - | - | --- | --- |
| 1    | Kragujevac Wild Boars  | 1.000 | 7 | 7 | 0 | 0 | 310 | 110 |
| 2    | Beograd Vukovi         | .857  | 7 | 6 | 0 | 1 | 283 | 125 |
| 3    | Inđija Indians         | .714  | 7 | 5 | 0 | 2 | 237 | 77  |
| 4    | Jagodina Black Hornets | .571  | 7 | 4 | 0 | 3 | 228 | 183 |
| 5    | Belgrade Blue Dragons  | .429  | 7 | 3 | 0 | 4 | 158 | 174 |
| 6    | Kikinda Mammoths       | .143  | 7 | 1 | 0 | 6 | 86  | 274 |
| 7    | Bor Golden Bears       | .143  | 7 | 1 | 0 | 6 | 64  | 259 |
| 8    | Sirmium Legionaries    | .143  | 7 | 1 | 0 | 6 | 65  | 217 |

## Playoff e playout
Si qualificano ai playoff le prime 6 classificate della stagione regolare. Le squadre classificate tra il terzo e il sesto posto giocano le wild card, mentre le prime due sono ammesse direttamente ale semifinali. La peggiore delle due squadre vittoriose al turno di wild card incontrerà la prima classificata della stagione regolare, mentre la migliore incontrerà la seconda.
Il turno di playout è giocato dalla settima classificata della Prva Liga (l'ottava è retrocessa direttamente) contro la seconda classificata di Druga Liga (la prima è promossa direttamente).

### Tabellone
|  | Wild Card | Wild Card              | Wild Card |  |  | Semifinali | Semifinali            | Semifinali     |                |    | XIV Serbian Bowl      | XIV Serbian Bowl      | XIV Serbian Bowl |  |
|  |           |                        |           |  |  |            |                       |                |                |    |                       |                       |                  |  |
|  |           |                        |           |  |  | 1          | Kragujevac Wild Boars | 49             |                |    |                       |                       |                  |  |
|  | 4         | Jagodina Black Hornets | 34        |  |  |            | Belgrade Blue Dragons | 14             |                |    |                       |                       |                  |  |
|  | 5         | Belgrade Blue Dragons  | 36        |  |  |            |                       |                |                |    | Kragujevac Wild Boars | Kragujevac Wild Boars | 54               |  |
|  |           |                        |           |  |  |            |                       | Beograd Vukovi | Beograd Vukovi | 36 |                       |                       |                  |  |
|  |           |                        |           |  |  | 2          | Beograd Vukovi        | 49             |                |    |                       |                       |                  |  |
|  | 3         | Inđija Indians         | 49        |  |  |            | Inđija Indians        | 7              |                |    |                       |                       |                  |  |
|  | 6         | Kikinda Mammoths       | 0         |  |  |            |                       |                |                |    |                       |                       |                  |  |

### Wild card
| 24 giugno 2018, ore 16:00 | Inđija Indians | 49 – 0 (20-0 22-0 7-0) | Kikinda Mammoths |  |

| 24 giugno 2018, ore 17:00 | Jagodina Black Hornets | 34 – 36 (12-8 8-8 0-6 14-14) | Belgrade Blue Dragons |  |

### Semifinali
| 30 giugno 2018, ore 17:00 | Kragujevac Wild Boars | 49 – 14 (7-6 14-8 21-0 7-0) | Belgrade Blue Dragons |  |

| 30 giugno 2018, ore 17:00 | Beograd Vukovi | 49 – 7 (28-0 7-0 7-7 7-0) | Inđija Indians |  |

### Playout
| 1º luglio 2018, ore 16:00 | Bor Golden Bears | 28 – 21 (7-7 14-0 0-7 7-7) referto | Klek Knights |  |

### XIV Serbian Bowl
| Kragujevac 8 luglio 2018, ore 17:00 | Kragujevac Wild Boars | 54 – 36 (12-0 14-7 14-14 14-15) referto | Beograd Vukovi | Čika Dača |

## Verdetti
- Kragujevac Wild Boars Campioni della Serbia 2018
- Sirmium Legionaries retrocessi in Druga Liga
- Bor Golden Bears non retrocessi in Druga Liga
- Klek Knights non promossi dalla Druga Liga